# Universal Media Disc

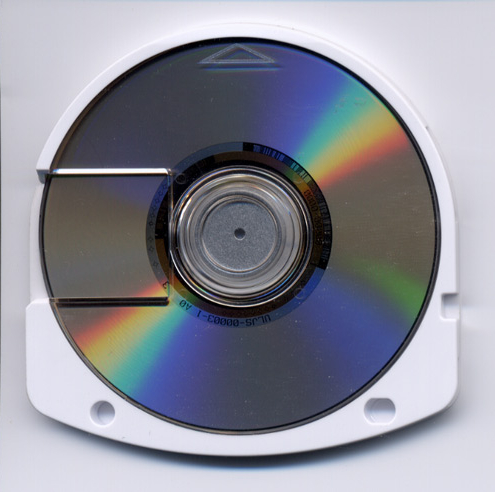
Universal Media Disc

Universal Media Disc (UMD) — оптичний носій, розроблений компанією Sony для використання у гральних консолях PlayStation Portable. Може вміщувати до 1,8 ГБ даних: відеоігри, відео та музику.

## Технічні характеристики
Специфікація диска описується стандартом ECMA-365 «Data Interchange on 60 mm Read-Only ODC — Capacity: 1,8 Gbytes (UMD)».
- Розмір: приблизно 65 мм × 64 мм × 4,2 мм
- Ємність: 1,80 ГБ (двошаровий), 900 МБ (одношаровий)
- Довжина хвилі лазера: 660 нм (червоний)
- Шифрування: 128-bit AES

## Регіональний захист
Більшість UMD з музикою і відеоконтентом використовують код регіонального захисту, який застосовується також для DVD. З іншого боку, диски з іграми зазвичай не мають регіонального кодування.
| Код | Регіони |
| --- | --- |
| 0   | Універсальні диски                                                                                         |
| 1   | США і їх острівні території, Канада, Латинська Америка                                                     |
| 2   | Європейський союз, Єгипет, Близький Схід, Японія, Південна Африка, заморські володіння Франції, Гренландія |
| 3   | Тайвань, Південна Корея, Філіппіни, Індонезія, Гонконг                                                     |
| 4   | Австралія, Нова Зеландія, острови Тихого океану                                                            |
| 5   | Росія, Східна Європа, Монголія, Північна Корея, Пакистан, Індія, більшість Африки                          |
| 6   | Континентальний Китай                                                                                      |

| {{{alt}}} | Це незавершена стаття про апаратне забезпечення. Ви можете допомогти проєкту, виправивши або дописавши її. |